# Rolf Glasmeier

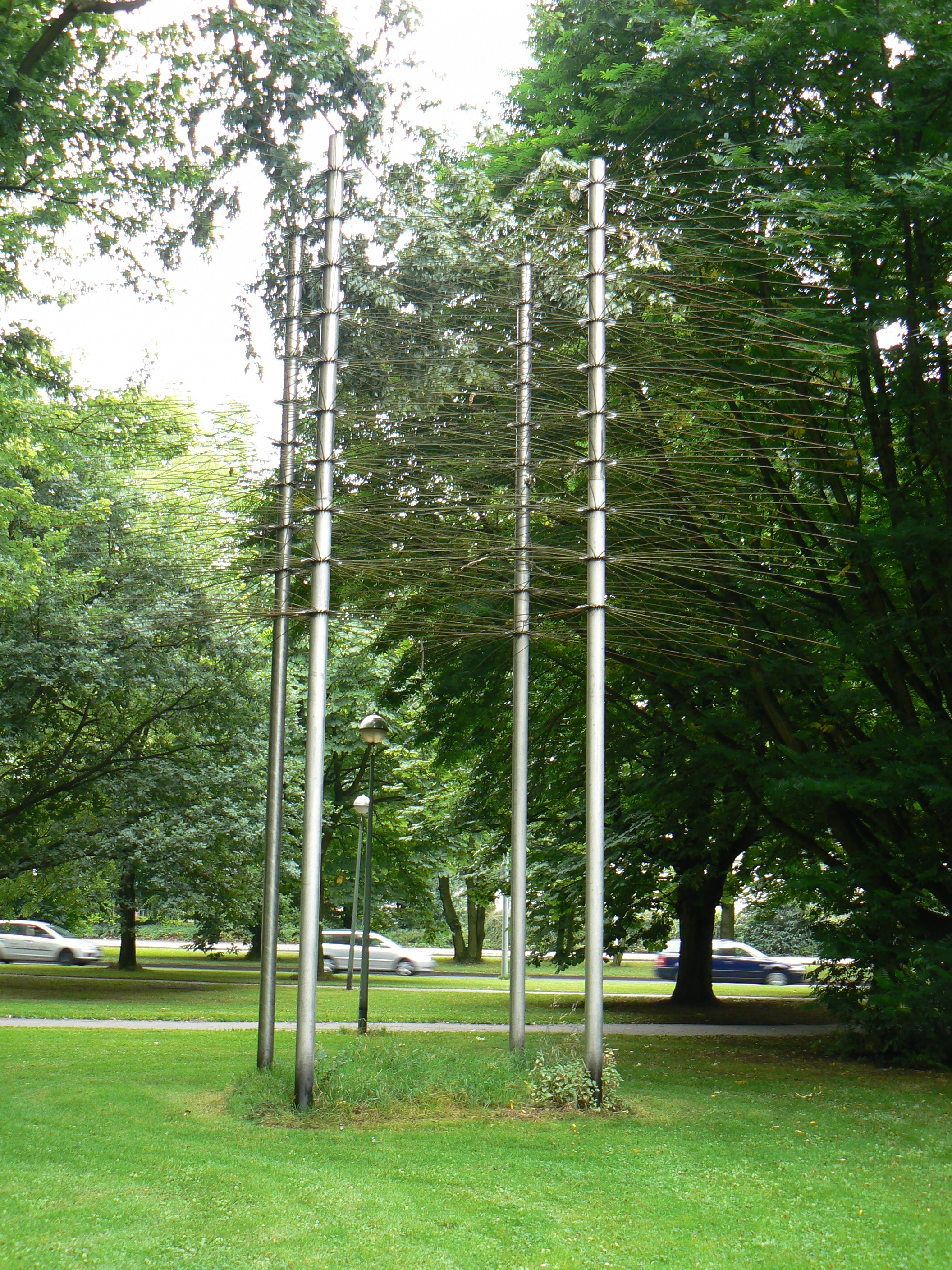
Kinetische sculptuur Antennenbäume (1981) in Gelsenkirchen

Rolf Glasmeier (Pewsum, 28 maart 1945 – Gelsenkirchen 30 maart 2003) was een Duitse multimedia-kunstenaar en beeldhouwer.

## Leven en Werk
Glasmeier volgde eerst een opleiding letterzetten en fotografie, alvorens in 1965 visuele communicatie te studeren aan de Hochschule für Gestaltung in Ulm. In 1968 voltooide hij deze studie en presenteerde zich als een veelzijdige kunstenaar: fotograaf, typograaf, graficus, tekenaar, collagekunstenaar, beeldhouwer, performance- en assemblage-kunstenaar. In 1969 behoorde hij, met onder anderen de kunstenaars Günter Tollmann, Friedrich Gräsel, Ferdinand Spindel en Kuno Goschior, tot de oprichters van de kunstenaarsgroep B1, die vooral actief was in het Ruhrgebied.
Rolf Glasmeier hield zich met de politiek bezig en probeerde zich op velerlei manieren voor de samenleving en het milieu in te zetten. Met zijn Kunstraum Atelier Rolf Glasmeier aan de Horster Straße 13 in Gelsenkirchen bood hij kunstenaars en musici zoals Claus van Bebber, Theo Jörgensmann of Klaus Küster en andere regelmatig de gelegenheid in het openbaar te exposeren of te musiceren en zich zo aan het publiek voor te stellen.
In 1989 werd hij aan de Muthesius Kunsthochschule Kiel in Kiel benoemd tot hoogleraar experimentele vormgeving.
In 2008 werd door het Museum für Konkrete Kunst, een museum voor moderne en toegepaste kunst, in Ingolstadt een retrospectieve tentoonstelling Retrospektive - Rolf Glasmeier georganiseerd.

## Prijzen en stipendia
- 1967 Kunstpreis der Stadt Gelsenkirchen
- 1969 Eerste prijs afdeling beeldhouwkunst 6e Biënnale van Parijs
- 1970 Villa Massimo-Preis
- 1979 Kunstpreis "junger westen" der Stadt Recklinghausen
- 1981 Barkenhoff-Stipendium in Worpswede
- 1987 Eerste prijs Wasseraufbereitungsanlage Überruhr, Stadtwerke Essen
- 1990 Preis des Kommunalverbands Ruhrgebiet für die Gestaltung der Siloanlage UTR in Gladbeck
- 1992 Tweede prijs IBA-Wettbewerb zur Gestaltung der Halde Rungenberg in Gelsenkirchen

## Enkele werken in de openbare ruimte
- Antennenbäume (1981), kinetische sculptuur, Overwegstraße in Gelsenkirchen
- Der Ball (1989), vormgeving voormalige gashouder aan het Rijn-Hernekanaal
- Die vier Elemente (1990) entree Polizeipräsidium Dortmund